# Salem Heights (condado de Columbiana, Ohio)
Salem Heights es un lugar designado por el censo ubicado en el condado de Columbiana en el estado estadounidense de Ohio. En el Censo de 2020 tenía una población de 336 habitantes y una densidad poblacional de 192 habitantes por km². Fue incluido como CDP en el censo de 2020.

## Geografía
Salem Heights se encuentra ubicado en las coordenadas 40°54′11″N 80°53′14″O / 40.90306, -80.88722. Según la Oficina del Censo de los Estados Unidos,  tiene una superficie total de 1,75 km², de la cual 1,73 km² corresponden a tierra firme y 0,02 km² a agua.